# Konrad Hartong
Konrad Wilhelm Heinrich Hartong (* 11. September 1861 in Eutin; † 23. Januar 1933 in Oldenburg) war ein deutscher Jurist. Als Richter war er an verschiedenen oldenburgischen Gerichten tätig. 1919 war er kurzzeitig kommissarischer Regierungspräsident des Landesteils Birkenfeld und zuletzt Amtsgerichtsdirektor in Oldenburg.

## Leben und Karriere

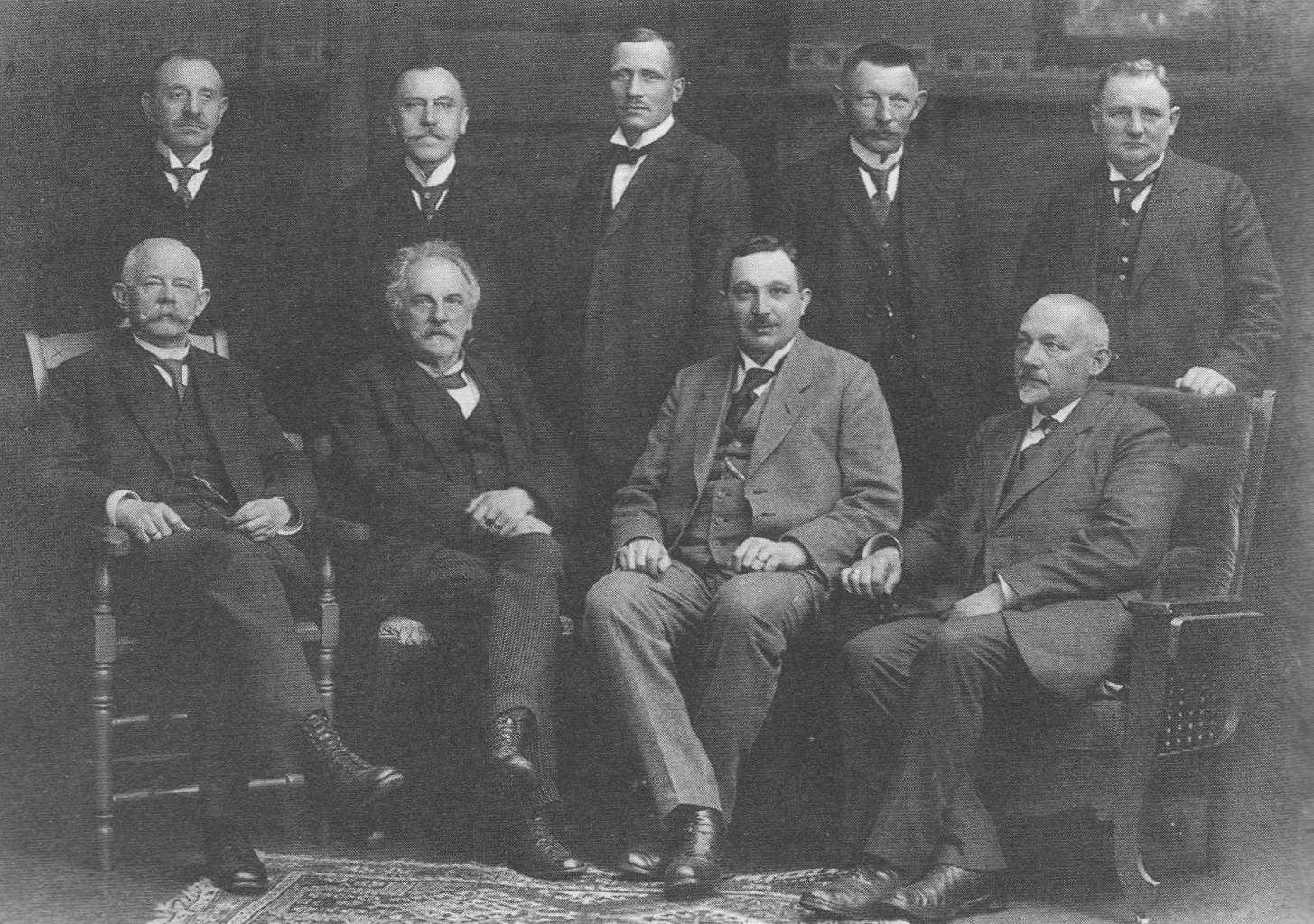
Konrad Hartong, erster sitzend links, Zentrumsfraktion im Oldenburger Landtag

Der Sohn des Revisors Conrad Wilhelm Hartong († 1898) und der Henriette geb. Hacke besuchte das Gymnasium in Eutin und studierte von 1881 bis 1884 Rechtswissenschaften an den Universitäten Freiburg und Göttingen. Er war seit 1881 Mitglied der katholischen Studentenverbindung KDStV Hercynia Freiburg im Breisgau und 1883 einer der Mitgründer der AV Palatia Göttingen. Nach Ablegung der beiden Staatsexamina trat er 1890 in den oldenburgischen Staatsdienst und war zunächst als Auditor bei den Amtsgerichten Jever und Varel sowie beim Landgericht Oldenburg tätig.
1892 wurde er Hilfsrichter beim Amtsgericht Idar-Oberstein im Fürstentum Birkenfeld, einer Exklave des Großherzogtums Oldenburg. 1894 arbeitete er als Amtsrichter in Nohfelden. Von 1900 bis 1906 war er Richter beim Landgericht Oldenburg und übernahm 1907 als Oberamtsrichter die Leitung des Amtsgerichtes Birkenfeld. Er betätigte sich auch politisch und gehörte von 1911 bis 1924 als Abgeordneter der Zentrumspartei dem oldenburgischen Landtag an. Das nach dem Ersten Weltkrieg als Landesteil Birkenfeld bezeichnete Fürstentum Birkenfeld wurde 1919 von französischen Truppen im Zuge der Alliierten Rheinlandbesetzung okkupiert. Nach Absetzung des kommissarischen Regierungspräsidenten Pralle durch die französische Besatzungsmacht wurde Hartong am 15. Juni 1919 als provisorischer Regierungspräsident in Birkenfeld eingesetzt, trat das Amt jedoch erst nach Einholung der Erlaubnis aus Oldenburg an. Nach der Ausrufung der von den Franzosen protegierten Selbständigen Republik Birkenfeld im Juli 1919 konnte Hartong zwar noch kurze Zeit sein Amt ausüben, wurde aber am 30. August 1919 von der separatistischen Regierung abgesetzt, der er am 3. September die Geschäfte übergab. Hartong blieb allerdings zunächst als Oberamtsrichter in Birkenfeld und wurde 1923 nach seiner Ausweisung durch die Franzosen an das Amtsgericht in Oldenburg versetzt, wo er 1924 zum Amtsgerichtsdirektor ernannt wurde.

## Familie
Hartong heiratet am 14. September 1893 Elisabeth geb. Karrig (1861–1949), die Tochter des Direktors des Landgerichts Rostock und Bürgermeisters Ludwig Karrig und der Ernestine geb. Raspe. Der aus dieser Ehe stammende Sohn Konrad Ernst gen. Kurt (1894–1980) wurde später Oberkreisdirektor des Landkreises Cloppenburg und Mitbegründer der Oldenburg-Stiftung.